# Patronus (Harry Potter)
Een Patronus is een beschermende kracht in de Harry Potterboekenserie van J.K. Rowling. De Patronus beschermt tegen Dementors en een Stik-De-Moord en verschijnt als iemand aan iets gelukkigs denkt en de spreuk 'Expecto Patronum' uitspreekt. De Patronus is zilverwit en neemt de vorm aan van een dier. Bijna elke tovenaar heeft een eigen, herkenbare Patronus. Uitzonderingen hierop zijn Severus Sneep en Nymphadora Tops. Zij hebben dezelfde Patronus als degene op wie zij verliefd waren.

## Een Patronus
Een Patronus is de enige methode om je te beschermen tegen Dementors en Stik-De-Moord. Het is gevorderde magie en zelfs veel afgestudeerde tovenaars hebben er moeite mee. Een Patronus is een soort anti-Dementor die als een schild tussen het slachtoffer en de Dementor fungeert; het is een positieve kracht, een projectie van geluk en hoop, dus eigenlijk hetgeen waarvan de Dementor leeft. In tegenstelling tot mensen kan een Patronus geen wanhoop voelen en kan de Dementor de Patronus ook niet deren.
Om een Patronus op te roepen is het de bedoeling om je sterk te concentreren op een uiterst gelukkige herinnering waardoor de Dementor verdreven kan worden. Wanneer je jezelf op die uiterst gelukkige herinnering concentreert en vervolgens de spreuk 'Expecto Patronum' uitspreekt, zal er een (volmaakte) Patronus verschijnen.
'Expecto Patronum' is Latijn en betekent letterlijk 'ik verwacht een beschermheer'.

## Orde van de Feniks
Leden van de Orde gebruiken hun Patronussen ook om met elkaar te communiceren. Zij zijn de enige tovenaars die weten hoe ze hun geestelijke beschermers als communicatiemiddel moeten gebruiken. Dit hebben ze geleerd van Albus Perkamentus, die deze methode van communiceren heeft uitgevonden. De Patronus is een erg efficiënte boodschapper. Daarvoor zijn er de volgende redenen:
- Het wordt niet gehinderd door fysieke versperringen.
- Elke Patronus is uniek en onderscheidt zich van andere Patronussen, zodat er nooit enige twijfel bestaat over welk persoon de Patronus gestuurd heeft.
- Niemand kan de Patronus van iemand anders oproepen, dus er is geen gevaar dat er valse boodschappen tussen de leden verstuurd worden.
- Er hoeft niets vreemd gedragen te worden door de leden van de Orde om een Patronus te creëren, een toverstok is voldoende.

## Harry Potter en de Patronus

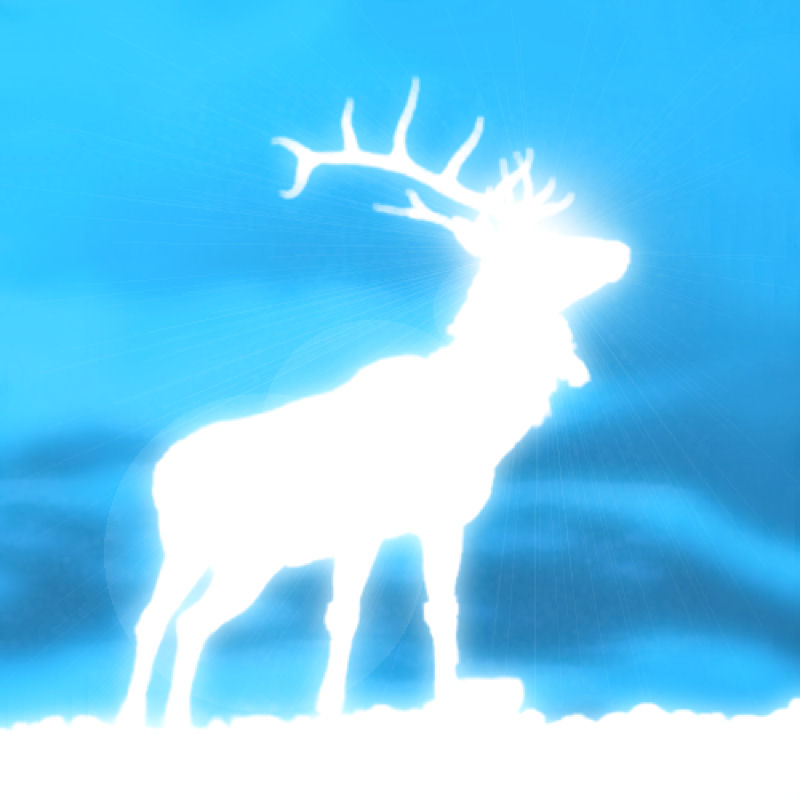
De Patronus van Harry Potter: een hert

De Patronus van Harry Potter is te zien in de derde film wanneer hij zich samen met zijn bewusteloze peetvader Sirius Zwarts moet verweren tegen tientallen Dementors. In de scène waarin Remus Lupos Harry de spreuk leert neemt de Patronus nog geen diervorm aan, maar is de Patronus schildvormig. Wanneer Harry echter Sirius (en tegelijk ook zichzelf) redt met de Patronus, zien we de vorm van een hert. In het boek heeft Albus Perkamentus die vorm waarschijnlijk al eerder gezien, wanneer Harry zich tijdens een Zwerkbalwedstrijd verweert tegen een 'namaak Dementor'. 
Professor Remus Lupos geeft later aan verbaasd te zijn dat Harry de complexe spreuk zo snel onder de knie heeft.

## Patronussen van enkele personages in de Harry Potterboeken
| Personage              | Engels               | Patronus                                               | Bijzonderheden |
| ---------------------- | -------------------- | ------------------------------------------------------ | --- |
| Harry Potter           | Harry Potter         | Hert                                                   | Harry's Patronus heeft de vorm van de faunaat-vorm van zijn vader aangenomen |
| Cho Chang              | Cho Chang            | Zwaan                                                  | Bevestigd tijdens een SVP-bijeenkomst in boek 5 |
| Hermelien Griffel      | Hermione Granger     | Otter                                                  | Bevestigd tijdens een SVP-bijeenkomst in boek 5 |
| Ron Wemel              | Ron Weasley          | Jack Russel / Terriër                                  | Bevestigd tijdens een SVP-bijeenkomst in boek 5 |
| Loena Leeflang         | Luna Lovegood        | Haas                                                   | Was te zien tijdens de filmversie van Harry Potter en de Orde van de Feniks, en is uiteindelijk bevestigd in Harry Potter en de Relieken van de Dood |
| Nymphadora Tops        | Nymphadora Tonks     | Ezelhaas (eerste Patronus), weerwolf (tweede Patronus) | Tops' Patronus veranderde in Harry Potter en de Halfbloed Prins van zijn oorspronkelijke vorm in een weerwolf. Harry en Hermelien dachten eerst dat dat kwam doordat ze verdrietig was over de dood van haar neef, Sirius Zwarts, maar later bleek dat het kwam doordat ze verliefd was op Remus Lupos (een weerwolf) met wie ze getrouwd is                                                                                      |
| Ginny Wemel            | Ginny Weasley        | Paard                                                  | Was te zien tijdens de filmversie van Harry Potter en de Orde van de Feniks, en werd later bevestigd door J.K. Rowling |
| Simon Filister         | Seamus Finnigan      | Vos                                                    | Bevestigd tijdens de Slag om Zweinstein in Harry Potter en de Relieken van de Dood |
| Romeo Wolkenveldt      | Kingsley Shacklebolt | Lynx                                                   | Bevestigd in Harry Potter en de Relieken van de Dood, wanneer hij zijn Patronus gebruikt om de Orde een bericht te sturen tijdens de bruiloft van Bill en Fleur |
| Alastor Dolleman       | Alastor Moody        | Tijger                                                 | Bevestigd op Pottermore. |
| Albus Perkamentus      | Albus Dumbledore     | Feniks                                                 | Perkamentus' huisdier (Felix) is een feniks, en in Harry Potter en de Relieken van de Dood werd nog eens bevestigd dat Perkamentus' Patronus ook een feniks was |
| Dorothea Omber         | Dolores Umbridge     | Kat                                                    | Bevestigd in Harry Potter en de Relieken van de Dood. Ze riep een Patronus op om haar te beschermen terwijl ze Dreuzeltelgen ondervroeg |
| Arthur Wemel           | Arthur Weasley       | Wezel                                                  | Bevestigd in Harry Potter en de Relieken van de Dood |
| Remus Lupos            | Remus Lupin          | Weerwolf                                               | Bevestigd in Harry Potter en de Relieken van de Dood |
| Severus Sneep          | Severus Snape        | Hinde                                                  | Bevestigd in Harry Potter en de Relieken van de Dood. Sneeps Patronus heeft dezelfde vorm als die van Lily Potter, omdat hij van haar hield |
| Lily Potter            | Lily Potter          | Hinde                                                  | Bevestigd in Harry Potter en de Relieken van de Dood |
| Hildebrand Slakhoorn   | Horace Slughorn      | Goudvis                                                | Bevestigd op Pottermore. |
| Ernst Marsman          | Ernie MacMillan      | Zwijn                                                  | Bevestigd tijdens de Slag om Zweinstein in Harry Potter en de Relieken van de Dood |
| Minerva Anderling      | Minerva McGonagall   | Cyperse kat                                            | Bevestigd in Harry Potter en de Relieken van de Dood. Dit is haar Patronus omdat ze een faunaat is, en kan veranderen in een cyperse kat |
| Lucius Malfidus        | Lucius Malfoy        | Pauw                                                   | Bevestigd op Pottermore. |
| Desiderius Perkamentus | Aberforth Dumbledore | Geit                                                   | Bevestigd in Harry Potter en de Relieken van de Dood (film deel 2). Wanneer Harry voorafgaand aan de Slag om Zweinstein wordt gedwongen een Patronus op te roepen wanneer ze in Zweinsveld aankomen, redt Desiderius hen door zijn eigen Patronus op te roepen. Een geit lijkt van een afstandje voldoende op een hert om de Dooddoeners voor de gek te houden. Het is bekend dat Desiderius een zekere obsessie heeft met geiten |
| James Potter           | James Potter         | Hert                                                   | Bevestigd op Pottermore. Zijn Patronus-vorm is een hert, omdat zijn faunaatvorm ook een hert is |